# Phungling
Phungling (nepalski: फुङ्लिङ) – gaun wikas samiti we wschodniej części Nepalu w strefie Meći w dystrykcie Taplejung. Według nepalskiego spisu powszechnego z 2001 roku liczył on 2400 gospodarstw domowych i 11912 mieszkańców (6005 kobiet i 5907 mężczyzn).